# Gut Wicheln
Das Gut Wicheln war ein Herrenhaus in der Nähe von Müschede (heute Stadt Arnsberg). Südlich und südwestlich liegt der Steinbruch Lanwehr, sonst grenzt direkt das Landschaftsschutzgebiet Wicheln an.

## Geschichte
Die Ursprünge dieses Haupthofes gehen möglicherweise auf die sächsisch-karolingische Zeit zurück. Der Hof Wicheln gehörte im 11. Jahrhundert zum Besitz von Mitgliedern des Geschlechts der Ezzonen. Durch Heirat kam Wicheln an die Grafen von Northeim. Diese gaben Wicheln als Stiftungsgut an das Kloster Bursfelde. Durch Tausch gelangte das Gut zu Anfang des 12. Jahrhunderts in den Besitz der Erzbischöfe von Köln über. Diese belehnten die Herren von Ardey mit dem Besitz. Diese nutzten Wicheln bis 1197 selbst als Wohnsitz. Als Afterlehen der von Ardey kam der Besitz an eine niederadelige Familie, die sich von Wicheln nannte. Die Herren von Ardey verkauften alle Rechte 1310 an die Erzbischöfe von Köln. Die Herren von Wicheln unterstanden damit direkt den Erzbischöfen als Lehnsherren. Durch Erbe ging der Besitz zu Beginn des 15. Jahrhunderts in den Besitz der Familie Binolen und kurz danach derer von Thülen über. Seit 1580 beziehungsweise 1598 kam Wicheln durch Heirat an die Familie von Ledebur. Das Haus wurde Stammsitz der Linie Ledebur-Wicheln. 
Mit dem Besitz verbunden waren bedeutende holzgräfliche Gerechtsame (siehe auch Holzgerechtsame) in den Marken des Arnsberger Waldes. Die Inhaber hatten gleichzeitig ein erbliches Holzrichteramt inne. 
Bernhard von Ledebur-Wicheln, der zwischen 1676 und 1712 Besitzer war, ließ unter Einbeziehung eines mittelalterlichen Gräftenhofes ein neues Herrenhaus im barocken Stil erbauen. Architekt war vermutlich Gottfried Laurenz Pictorius aus Münster.  
Nach dem Tod des Bernhard von Ledebur-Wicheln verkaufte dessen Witwe 1726 den Besitz an Kurfürst Clemens August I. von Bayern. Zum Zeitpunkt des Verkaufs gehörten dazu 262 Kölner Morgen Acker, Wiese und Weide sowie 514 Morgen Wald. Verwaltet wurde der Besitz von der kurfürstlichen Oberkellnerei in Arnsberg.

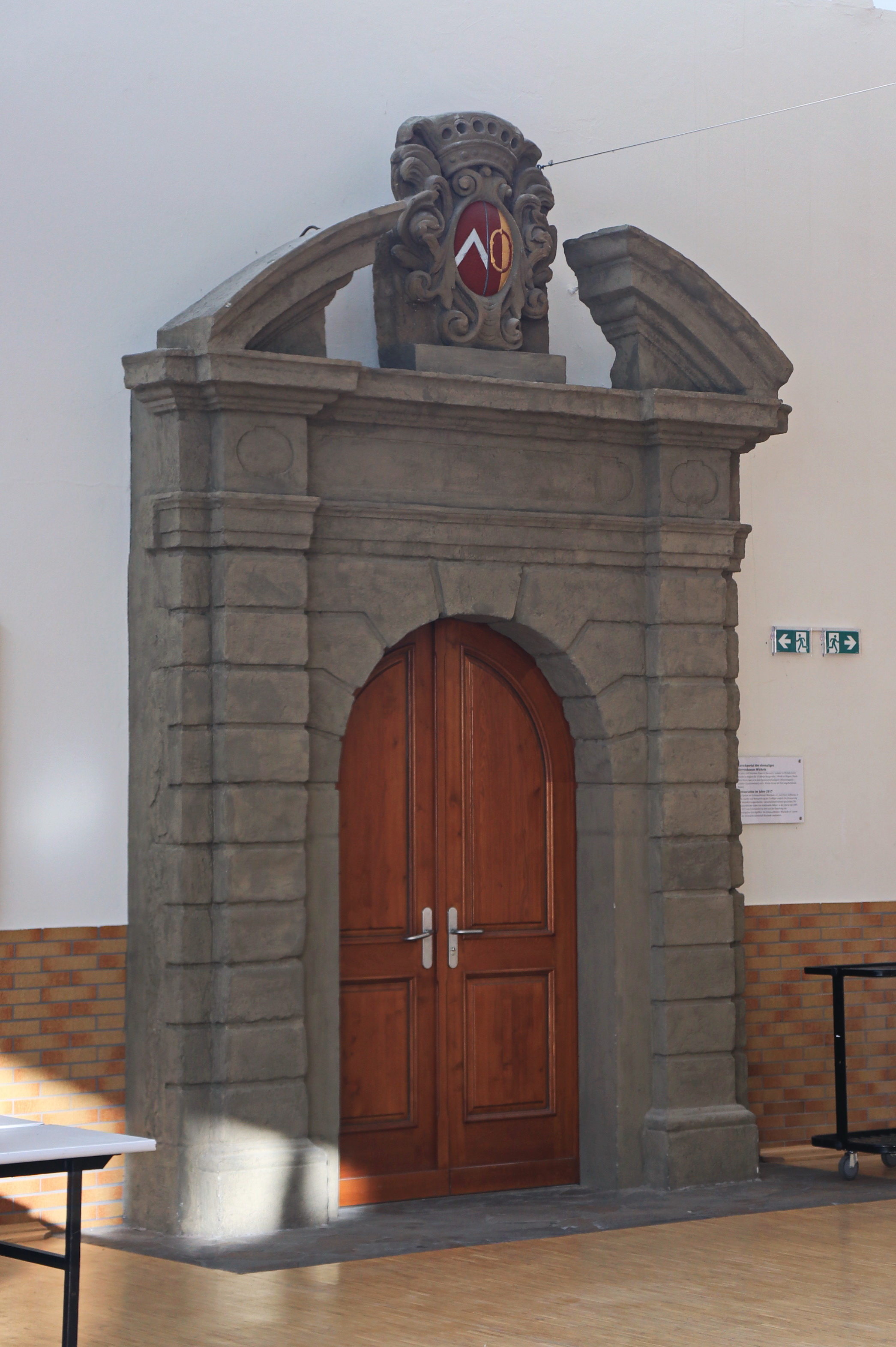
Denkmalgeschütztes Portal

Nach 1803 verkaufte die hessische Regierung als Rechtsnachfolger der Kurfürsten im Herzogtum Westfalen das Herrenhaus und den zugehörigen Besitz an einen Privateigentümer. Ohne Nutzung verfiel das Gebäude seit den 1960er Jahren und stürzte infolge eines Sanierungsversuchs 1983 zusammen. Lediglich das Hauptportal blieb erhalten und bildet heute den Eingang zur örtlichen Schützenhalle. Das Portal steht unter Denkmalschutz. 
Auf dem Gelände des ehemaligen Gutes Wicheln befindet sich heute der Reiterhof Wicheln mit 60 Pferdeboxen und Reithalle.